# Szołpan Kalijewa
Szołpan Siejdułajewna Kalijewa (ros. Шолпан Сейдулаевна Калиева; ur. 5 lipca 1980) – kazachska judoczka. Dwukrotna olimpijka. Zajęła piąte miejsce w Pekinie 2008 i odpadła w eliminacjach w Atenach 2004. Walczyła w wadze półlekkiej.
Uczestniczka mistrzostw świata w 1999, 2001, 2003, 2005, 2007, 2009 i 2010. Startowała w Pucharze Świata w latach 1998, 1999, 2001-2005 i 2010. Brązowa medalistka igrzysk azjatyckich w 2002; siódma w 2010. Trzecia na mistrzostwach Azji w 2001 i 2008 roku. 

## Letnie Igrzyska Olimpijskie 2004
| Konkurencja | Eliminacje          | Klas. końcowa |
| Konkurencja | Przeciwnik I        | Miejsce       |
| ----------- | ------------------- | ------------- |
| 52 kg       | Ilse Heylen (BEL) P | II runda.     |

## Letnie Igrzyska Olimpijskie 2008
| Konkurencja | Eliminacje            | Eliminacje        | Repasaże               | Repasaże            | Finały                | Klas. końcowa |
| Konkurencja | Przeciwnik I          | 1/4               | Przeciwnik I           | Przeciwnik II       | o 3 miejsce           | Miejsce       |
| ----------- | --------------------- | ----------------- | ---------------------- | ------------------- | --------------------- | ------------- |
| 52 kg       | Shih Pei-chun (TPE) Z | An Kum-ae (PRK) P | Flor Velázquez (VEN) Z | Ilse Heylen (BEL) Z | Soraya Haddad (ALG) P | 5.            |